# Övre Öretjärnen
Övre Öretjärnen är en sjö i Luleå kommun i Norrbotten och ingår i Alåns huvudavrinningsområde.